# Limba umbriană

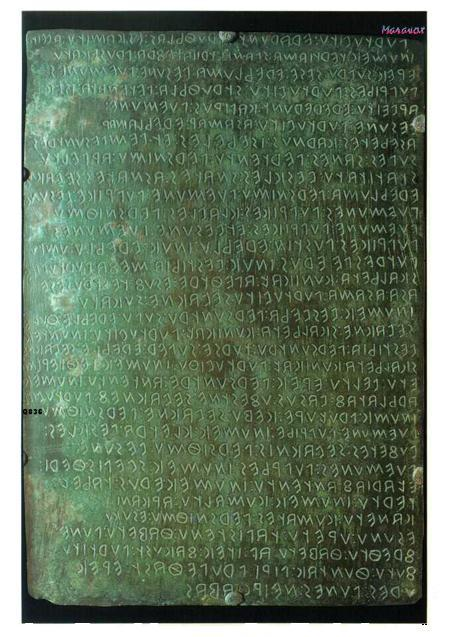
Tabletele Iguvine

Distribuţia triburilor italice în Epoca de Fier

Limba umbriană este o limbă indo-europeană, care aparține familiei limbilor italice, din grupul sabellic, azi dispărută, ce s-a vorbit în Umbria. Face parte din subgrupul umbro-falisc. A dispărut în secolul I d.Hr.
Limba umbriană este cunoscută din aproape 30 de inscripții datând din secolul al VII-lea î.Hr. până în secolul I d.Hr.. Cea mai mare colecție, Tabletele Iguvine, constă din șapte tablete de bronz, conținând notițe despre ceremonii.
N.B. Să nu se facă nicio confuzie cu dialectele umbriene ale limbii italiene.